# Дуат

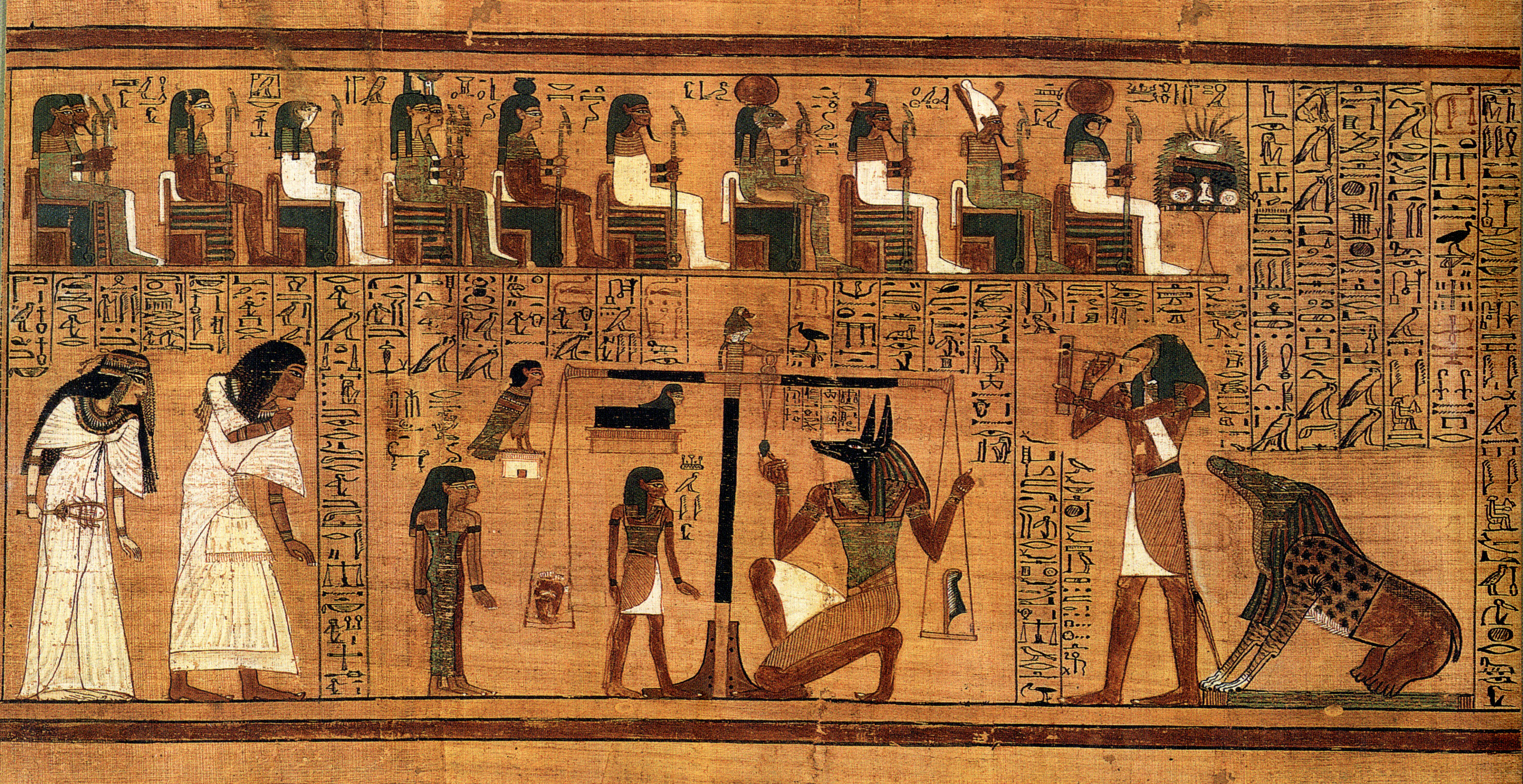
Фрагмент папируса Ани (ок. 1250 год до н. э.) с изображением суда Осириса. На весах лежат сердце и перо Маат. Британский музей.

Дуат (егип. dwȝt, копт. ⲧⲏ; также встречается как Туат, Туаут или Аккерт, Аментес, Аменты или Нетер-Хертет) — в мифологии Древнего Египта загробный мир. В Древнем царстве главным богом Дуата являлся Анубис, однако позже статус главы загробного мира и некоторые функции Анубиса переходят к богу Осирису, а Анубис начинает исполнять лишь роль проводника в Царство мёртвых.

## Представления египтян о Дуате
В Додинастическом периоде Дуат находился на небе, а, согласно религиозным представлениям египтян того времени, души умерших вселялись в звёзды. Немного позднее закрепилось представление о том, что бог Тот на серебряной ладье перевозит души в Дуат. В Древнем царстве считали, что Дуат находится в восточной части неба. Одновременно загробный мир локализовали на западе, в Западной пустыне, и его покровителем выступал Ха. И только в начале Среднего царства у египтян сформировалось представление о том, что Дуат — подземный мир. В Текстах пирамид Дуат отождествлялся с Полями Иалу.

## Концепция души

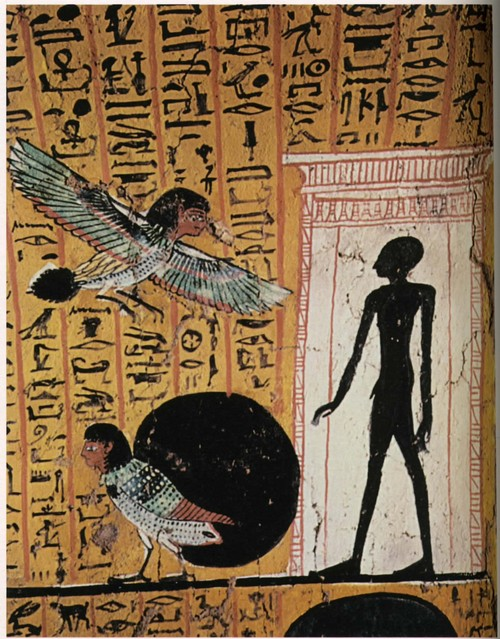
Ба и тень. Фиванская гробница Иринефера TT290 (XIII век до н. э.)

Человек, по представлениям древних египтян, состоит из нескольких сущностей:
- Ба (bȝ) — духовная сущность (покидает тело и бродит по миру, вселяясь в разных животных)[2] в виде птицы с головой человека[3]. Изначально «ба» было присуще только фараонам и божествам, однако с периода Среднего царства «ба» приписывается каждому человеку.
- Ка (kȝ — «двойник»[4]) — жизненная сущность (живёт в статуе гробницы и питается подношениями)[2], черты характера или судьба человека[3]. Ка присуще всему живому.
- Хат (ẖt) — бренная оболочка человека, которая не способна жить без Ка.
- Сах (sˁḥ) — духовное тело[5], «священные останки» после мумификации[6].
- Рен (rn) — имя, «сущность» человека, а также его жизненный опыт (бывает даже у богов).
- Шуит (šwt) — тень[7].
- Ах (ȝḫ — «светлый», «освещённый») — реальный дух (путешествовал в загробном мире и вкушал его радости)[2]. Изображался в виде ибиса с хохолком[3].
- Сехем (sḫm) — объединённые духи покойного, успешно прошедшего переход в загробный мир[8].
- Иб (jb) — сердце[9].

## Путь умершего через Дуат

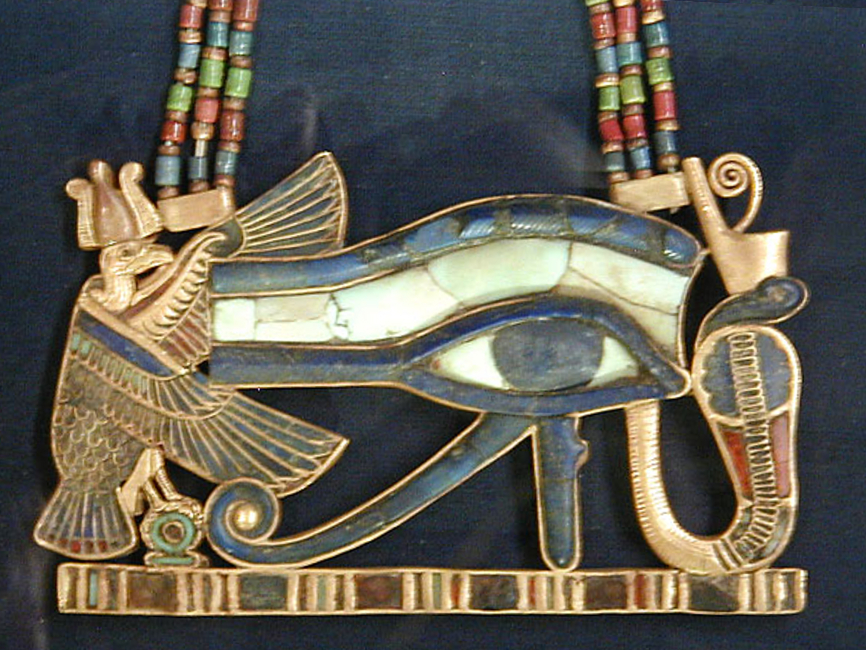
Амулет Уаджет с богинями Нехбет и Уаджит из гробницы Тутанхамона (KV62), XIV век до н. э.

После смерти труп умершего бальзамировали и мумифицировали. Над ним проводили погребальные обряды, помогающие умершему воскреснуть в загробном мире. Пассы и заклинания, выполняемые жрецом, описаны в Текстах пирамид, Текстах саркофагов и Книге мёртвых.
Согласно поверью древних египтян, умершему после воскрешения в загробной жизни предстояло пройти к царству Осириса через множество препятствий, среди которых были стражи. Чтобы благополучно преодолеть эти трудности, египтянин должен был при жизни выучить различные заклинания, которые оберегали бы его после смерти. Существовали различные амулеты (как, например, око Уаджет), охраняющие человека в загробном мире, а также литература, содержащая имена стражей, оберегающие заклинания и т. п., что должно было помочь умершему пройти все испытания. Пройдя испытания, умерший попадал на Суд Осириса, на котором определялось, попадёт ли он на Поля Иалу или его душа будет отправлена в небытие до самого перерождения Вселенной.